# 高橋慶治
高橋 慶治（たかはし けいじ、1961年 - ）は、日本の心理学者、臨床心理士。立命館大学大学院経営管理研究科教授。元ヒューマックス取締役。

## 人物・経歴
神奈川県横浜市生まれ。1984年駒澤大学文学部社会学科心理学コース卒業。1985年柴田クリニック臨床心理士。1986年駒澤大学大学院人文科学研究科心理学専攻修士課程修了、文学修士。1988年脳力開発研究所研究員。1990年ヒューマックス取締役。1991年日本オリンピック委員会強化スタッフ。2006年人間総合科学大学大学院人間総合科学研究科心身健康科学専攻修士課程修了、修士（心身健康科学）。2012年アイワークス代表取締役。2015年立命館大学大学院経営管理研究科教授、人間開発研究所代表社員。サンフレッチェ広島メンタル顧問、全日本柔道連盟特別コーチ、日本女子プロゴルフ協会メンタルトレーニング講師、中央大学競泳部メンタルトレーニング顧問なども歴任した。

## 著書
- 『メンタルトレーニング : 心を無敵にする心理学』朝日出版社 1994年
- 『「スポーツ別」メンタルトレーニング : 勝つための精神強化法はこれだ』ナツメ社 1995年
- 『スーパーマインド : メンタルトレーニング独習法 心を鍛えるスポーツ科学』朝日出版社 1996年
- 『90を切るゴルフ・メンタルトレーニング術』南雲堂 1997年
- 『超ゴルフ革命』南雲堂 1997年
- 『心と脳を強くするメンタル・トレーニング : ビジネスマン・成功の条件』（木村孝, 藤田完二と共著）PHP研究所 1997年
- 『自分がみえる・相手がわかる9つの鏡 : エニアグラム超性格診断テスト』（木村孝と共著）オーエス出版 1997年
- 『NLP-超心理コミュニケーション : 神経言語プログラミング : 図解』第二海援隊 1997年